# Сунарчи
Сунарчи — село в Саракташском районе Оренбургской области в составе  Жёлтинского сельсовета.

## География
Находится на расстоянии примерно 20 километров по прямой на юго-восток от районного центра поселка Саракташ.

## История
Упоминается с 1866 года, когда здесь было учтено 36 дворов и 178 жителей. В 1930 году организовался колхоз имени Саитбаталова.   

## Население
Население составляло 340 человек в 2002 году (башкиры 82%), 261 по переписи 2010 года.